# Enicospilus nathani
Enicospilus nathani là một loài tò vò trong họ Ichneumonidae.